# NBC News

Logo những năm 1959–72

NBC News là bộ phận tin tức của mạng lưới phát sóng truyền hình Mỹ NBC, ban đầu có tên là National Broadcasting Company khi bắt đầu phát sóng phát thanh. Bộ phận được vận hành bởi NBCUniversal News Group, một chi nhánh NBCUniversal, thuộc quyền sở hữu của Comcast. Các hoạt động của bộ phận được báo cáo tới giám đốc của NBC News là Noah Oppenheim.
NBC News lên sóng chương trình tin tức cố định đầu tiên trong lịch sử phát sóng truyền hình Mỹ vào ngày 21 tháng 2 năm 1940. Các chương trình phát sóng của bộ phận được sản xuất và truyền dẫn từ 30 Rockefeller Center, trụ sở của NBC tại Thành phố New York.

Logo NBC News trước đây được sử dụng từ năm 1986 đến năm 2023.

Chương trình tin tức được đánh giá là đứng hàng đầu nước Mỹ, NBC Nightly News, và series truyền hình kéo dài nhất trong lịch sử nước Mỹ, Meet The Press,  đều do bộ phận này quản lý và sản xuất. NBC News cũng cung cấp các thước phim lịch sử quý hiếm trong suốt 70 năm từ kho lưu trữ trực tuyến NBCUniversal Archives.
NBC News hoạt động một mạng lưới tin tức truyền hình cáp 24 giờ có tên là MSNBC, trong đó có chương trình tin tức ban ngày chủ chốt của hãng, MSNBC Live.  Mạng lưới cáp này có cùng nhân viên và đội ngũ kiểm soát nội dung với NBC News. Vào năm 2017, bộ phận này đã tham gia hợp tác và mua lại 25% cổ phần từ Euronews, một mạng lưới tin tức 24 giờ khác của châu Âu.

## Các chương trình
- NBC Nightly News (1970–nay)
- Early Today (1999–nay)
- Today (1952–nay)
- Megyn Kelly Today (2017–nay)
- Weekend Today (1987–nay)

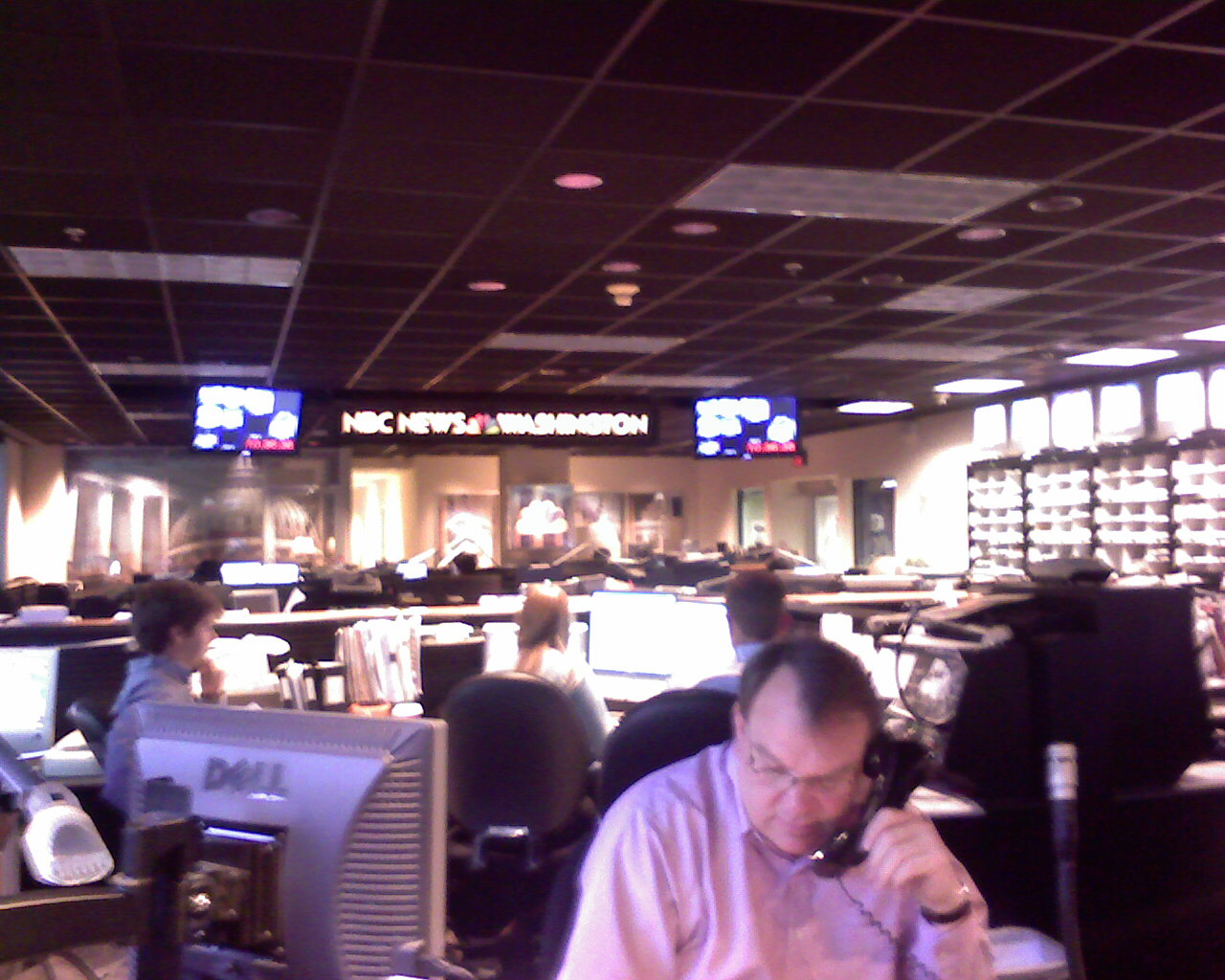
Cơ quan thường trú của NBC News tại Washington

- Sunday Today with Willie Geist (2016–nay)
- Meet the Press with Chuck Todd (1947–nay)
- Dateline NBC (1992–nay)
- MSNBC Live (1996–nay)
- Morning Joe (2007–nay)
- The Rachel Maddow Show (2008–nay)
- The 11th Hour with Brian Williams (2016–nay)
- Sunday Night with Megyn Kelly (2017–nay)

### Các chương trình cũ
- Weekend (1974–79)
- NBC News Overnight (1982–83)
- NBC News at Sunrise (1983–99)
- Real Life with Jane Pauley (1990–91)
- Expose with Tom Brokaw (1991)
- NBC News Nightside (1991–98)
- Now with Tom Brokaw and Katie Couric (1993–94)
- Later Today (1999–2000)
- Rock Center with Brian Williams (2011–13)

### Sản xuất cho các đài liên kết
- The Chris Matthews Show (2002–13)

Danh sách này không đầy đủ, bạn cũng có thể giúp mở rộng danh sách.

### Các sản phẩm khác

Logo NBC News trước đây được sử dụng từ năm 2013 đến năm 2023.

NBC News cung cấp các nội dung trên Internet, cũng như các mạng lưới tin tức trên truyền hình cáp CNBC và MSNBC. Bộ phận chịu trách nhiệm sản xuất một chương trình hai lần một ngày có tên là Stay Tuned cho nền tảng Discover của Snapchat.

### NBC News International
Vào tháng 11 năm 2016, chủ tịch NBC News Group là Andy Lack công bố NBCUniversal dự định sẽ mua lại 25% cổ phần của Euronews, một hãng tin tức châu Âu đang cạnh tranh với BBC News và ITV News Giao dịch được hoàn thành vào cuối tháng 5 năm 2017; Deborah Turness, cựu Giám đốc của NBC News, được chỉ định điều hành "NBC News International," thực hiện vai trò của NBC trong quá trình hợp tác, trong đó mỗi bên sẽ đóng góp nội dung cho bên kia.

### NBC News Radio

Logo của NBC News Radio

NBC News Radio là một dịch vụ tin tức phát thanh được phân phối bởi iHeartMedia và mang lưới TTWN Networks của hãng từ tháng 7 năm 2016. Mặc dù không thuộc quyền sở hữu của NBC Universal, dịch vụ vẫn có sự xuất hiện của các bản tin từ các cộng tác viên NBC News, được giới thiệu bởi các dẫn chương trình là nhân viên của iHeartMedia. Dịch vụ được cung cấp tới các đài phát thanh 24/7 News Source liên kết với mạng lưới và bao gồm các phần tin dài một tới hai phút hàng giờ cùng với các nội dung phát thanh khác, như các nội dung về tài chính, sức khỏe, chính trị và thể thao, được nghe trên hơn 1.000 đài phát thanh.
Dịch vụ NBC Radio Network gốc được mua lại bởi Westwood One năm 1987 từ General Electric, từng mua lại công ty mẹ của NBC là RCA, đã thoái vốn hầu hết những gì không liên quan tới mạng lưới truyền hình NBC. Các hoạt động tin tức của NBC Radio được sáp nhập vào Mutual Broadcasting System, sau đó là vào công ty chị em CBS Radio được Westwood One hoạt động khi đó, và cuối cùng được kết hợp hoàn toàn. Ban đầu chỉ là một dịch vụ giới hạn vào các bản tin một giờ đồng hồ từ 6 giờ tới 22 giờ ET, vào ngày 5 tháng 3 năm 2012, Dial Global – công ty đã mua lại Westwood One – thống báo NBC News Radio sẽ mở rộng thành một mạng lưới tin tức phát thành 24 giờ, thay thế CNN Radio (từng thay thế chính NBC Radio và Mutual vào năm 1999).
Tính tới năm 2016, WOR ở Thành phố New York là đài chủ chốt của NBC News Radio tại Bờ Đông, còn KOGO ở San Diego là đài chủ chốt của mạng lưới tại Bờ Tây.
Dịch vụ có thể được nghe trên internet mỗi 15 phút với các tin tức mới nhất, như một phần của nền tảng iHeartRadio. Khẩu hiệu của dịch vụ là "The news you want, when you want it" ("Tin tức bạn muốn, ngay khi bạn cần").

### NBC News Overnight/Nightside
Năm 1982, NBC News bắt đầu sản xuất NBC News Overnight với người dẫn Linda Ellerbee, Lloyd Dobyns, và Bill Schechner. Chương trình thường được phát sóng lúc 1:35 E.T., sau khi phát sóng The Tonight Show và Late Night with David Letterman.
NBC News Overnight đã bị cho tạm dừng vào tháng 12 năm 1983, nhưng đến năm 1991, NBC News lại tiếp tục cho ra một chương trình tin tức đêm muộn khác có tên là NBC Nightside. Trong suốt thời gian lên sóng, những người dẫn cho chương trình bao gồm Sara James, Bruce Hall, Antonio Mora, Tom Miller, Campbell Brown, Kim Hindrew, Tom Donavan, và Tonya Strong.  Chương trình được phát sóng từ đài liên kết của NBC là WCNC-TV ở Charlotte, North Carolina. Đây là chương trình tin tức xuyên đêm mà các đài liên kết với NBC có thể cho lên sóng tới khi bắt đầu các chương trình sáng sớm, nhằm cung cấp các chương trình giúp các đài lên sóng 24/7. Vào lúc đó, một vài đài liên kết của NBC đã bắt đầu dùng dịch vụ Headline News của CNN làm chương trình xuyên đêm, và do đó NBC đã quyết định sản xuất chương trình tin tức xuyên đêm riêng của mình. CBS và ABC cũng đã bắt đầu các chương trình tin tức đêm của họ.
NBC Nightside kéo dài cho tới năm 1998 thì bị thay thế bởi "NBC All Night," phát lại các số của The Tonight Show with Jay Leno và Late Night with Conan O'Brien, và sau đó từ ngày 1 tháng 1 năm 2007 tới 23 tháng 9 năm 2011 là Poker After Dark. NBC hiện cũng cho lên sóng các bản phát lại cùng ngày của giờ thứ tư chương trình Today và Mad Money của CNBC vào các ngày trong tuần, các chương trình của LXTV vào sáng sớm Chủ nhật, và phát lại Meet the Press và Dateline vào sáng sớm Thứ Hai.

## Những lần đưa tin nổi bật
NBC News là hãng tin tức Mỹ đầu tiên được phỏng vấn hai tổng thống của Nga (Vladimir Putin, Mikhail Gorbachev), và Tom Brokaw, phóng viên của NBC, là nhà báo truyền hình Mỹ duy nhất chứng kiến sự sụp đổ của Bức tường Berlin vào năm 1989.

## Các cơ quan thường trú

### Các cơ quan thường trú lớn
- Thành phố New York: Trụ sở NBC News
- Thành phố Universal, California (Los Angeles): Trụ sở Bờ Tây
- Washington, D.C.: Trụ sở phụ trách các vấn đề chính phủ
- Luân Đôn: Trung tâm nước ngoài

### Các cơ quan thường trú nhỏ (trong Hoa Kỳ)
- Atlanta (WXIA-TV)
- Chicago (WMAQ-TV)1
- Denver (KUSA-TV)
- Dallas (KXAS-TV)1
- Houston (KPRC-TV)
- Miami (WTVJ)1

1 Tất cả các đài sở hữu và hoạt động của NBC đều được coi là các cơ quan thường trú của NBC News, kể cả các đài không được liệt kê ở đây.

### Các cơ quan thường trú ngước ngoài (NBC News/CNBC/MSNBC)
- Johannesburg, Nam Phi (trụ sở CNBC Africa)
- Kabul, Afghanistan (NBC News)
- Nairobi, Kenya (CNBC Africa)
- Abuja, Nigeria (CNBC Africa)
- Lagos, Nigeria (CNBC Africa)
- Cape Town, Nam Phi (CNBC Africa)
- Singapore (trụ sở CNBC Asia)
- Sydney, Úc (CNBC Asia Pacific)
- Melbourne, Úc (NBC News Asia Pacific)
- Managua, Nicaragua (Canal 15 Nicaragua-Telemundo 51 WSCV)
- Tokyo, Nhật Bản (CNBC Asia)
- Hồng Kông (CNBC Asia)
- Bắc Kinh, Trung Quốc (NBC News, MSNBC, và CNBC)
- Frankfurt, Đức (CNBC Europe)
- Baghdad, Iraq (MSNBC và CNBC Asia)
- Beirut, Leban (MSNBC và CNBC Asia)
- Jerusalem, Israel (MSNBC và CNBC Asia)
- New Delhi, Ấn Độ (CNBC-TV18)
- Islamabad, Pakistan (CNBC Pakistan)

## Nhạc chủ đề
Hầu hết các chương trình truyền hình tin tức của NBC sử dụng bản nhạc "The Mission" bởi John Williams làm nhạc chủ đề. Bản nhạc được lần đầu sử dụng bởi NBC vào năm 1985 và được cập nhật lại vào năm 2004.